# Аликосье
1. пренасочване Аликьосе